# Albert Sarraut
Pour les articles homonymes, voir Sarraut.
Albert Sarraut, né le 28 juillet 1872 à Bordeaux (Gironde) et mort le 26 novembre 1962 à Paris (Seine), est un homme d'État français.
Fils d'Omer Sarraut, maire de Carcassonne en 1887, diplômé en droit, il devient député radical-socialiste et s'implique particulièrement dans la gestion des colonies françaises. Gouverneur général de l'Indochine à deux reprises, puis ministre des Colonies, il est l'un des principaux inspirateurs de la politique coloniale de l'entre-deux-guerres. Il dirige en outre deux éphémères gouvernements de la IIIe République. Ministre de l'intérieur à plusieurs reprises, il dissout l'Action française, instaure au sein du gouvernement Daladier la politique de « discrimination » des « indésirables » et ouvre les camps d'internement, où mourront plusieurs dizaines de milliers de républicains réfugiés de la guerre d'Espagne et des « Juifs » fuyant l'Allemagne nazie. Il vote les pleins pouvoirs au maréchal Pétain en juillet 1940.
Frère de Maurice Sarraut, le directeur de La Dépêche de Toulouse assassiné par la Milice en 1943, il est déporté à son tour au début de l'année 1944 mais survit. Membre de l'Académie des beaux-arts de 1953 à 1962, il préside sous la IVe République l'Assemblée de l'Union française de 1951 à 1958.

## Biographie

### Député radical socialiste

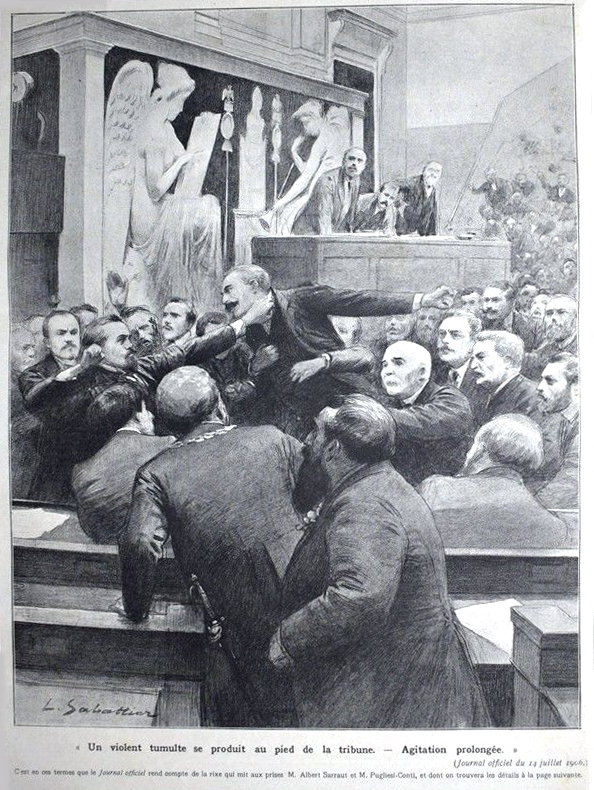
Rixe entre Albert Sarraut et Paul Pugliesi-Conti à la Chambre des députés, le 13 juillet 1906.

Sarraut est élu député de l'Aude, le Midi rouge, en avril 1902 sur un programme anticlérical qui permet aux radicaux d'obtenir le soutien des socialistes, « [...] arracher le chiendent clérical et l'ortie césarienne. » Il sera réélu jusqu'en 1924.
En février 1905, il devient l'un des douze secrétaires du comité exécutif du Parti républicain, radical et radical-socialiste. Le 3 juillet, il vote la loi de séparation de l'Église et de l'État, qui sera promulguée le 9 décembre 1905.
À la séance du 13 juillet 1906 à la Chambre des députés votant le projet de loi réintégrant dans l'armée avec avancement le capitaine Dreyfus et le colonel Picquart, il est question de poursuites judiciaires à l'encontre du général Mercier et ses complices. Le député nationaliste de Paris Paul Pugliesi-Conti hurle au « gouvernement de misérables ». Au cours d'une échauffourée générale, il reçoit du sous secrétaire Sarraut une gifle et demande réparation. Le duel a lieu deux heures plus tard à Ville-d'Avray. Clemenceau est directeur du combat et Sarraut s'enferre d'emblée sur l'épée de son adversaire. Grièvement blessé au poumon, il reste alité six semaines.

### L'Indochine

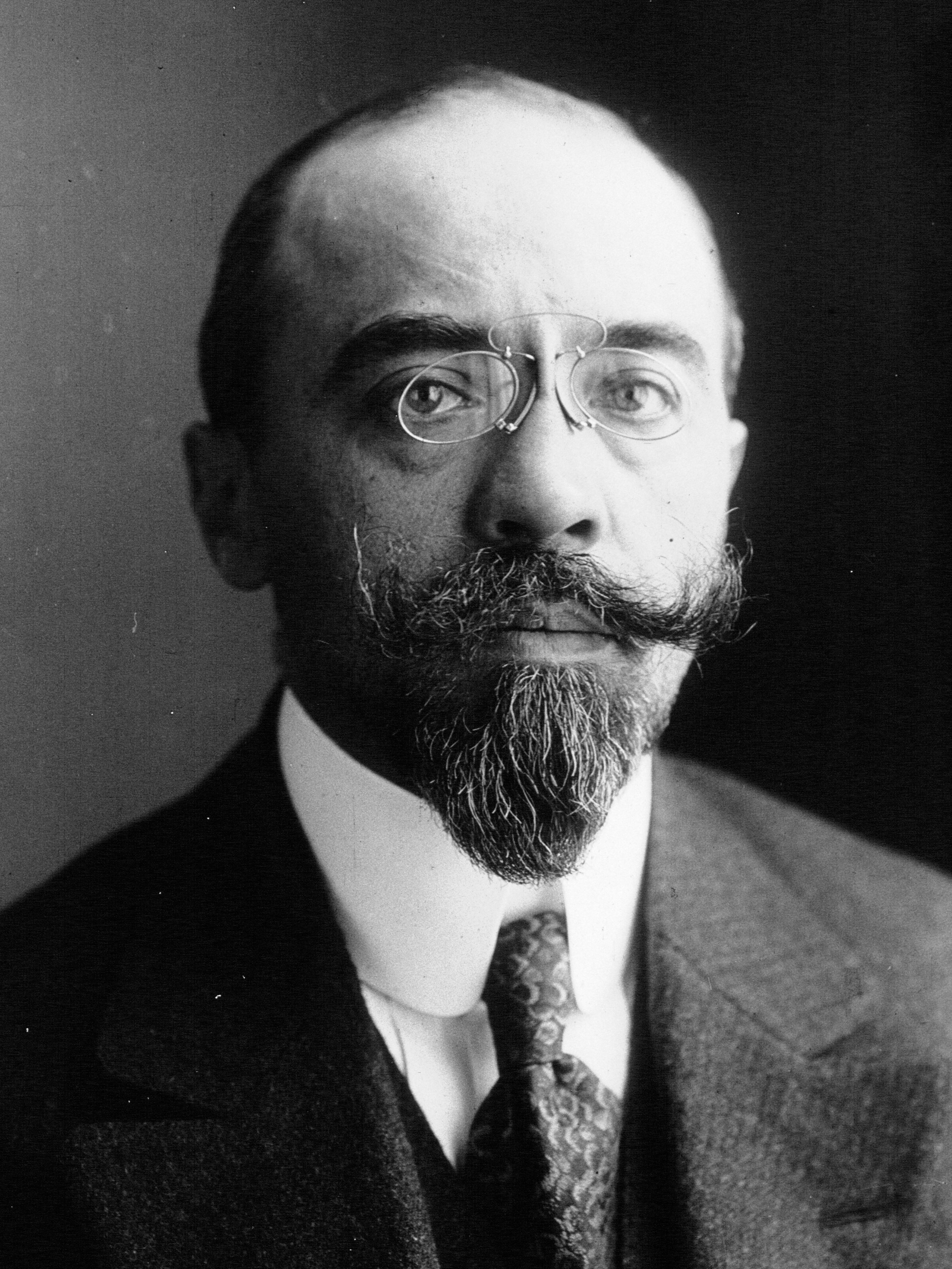
Albert Sarraut, Gouverneur général de l'Indochine française, en 1914.

Sur le plan international, il est de 1911 à 1914 et de 1917 à 1919 gouverneur général de l'Indochine et travaille à cette occasion avec Albert Lebrun, ministre des Colonies de 1911 à 1913. Ses deux mandats à la tête de l'Indochine française sont marqués par une volonté d'introduire davantage d'éléments de démocratie dans le système colonial, notamment en donnant davantage de place aux élites indigènes. Il réforme l'administration, développe le système éducatif en Indochine et donne davantage de possibilités aux Indochinois d'intégrer la fonction publique,,,.

### La doctrine Sarraut pour les colonies
Au début des années 1920, Sarraut, alors ministre des Colonies, conçoit un plan de mise en valeur des colonies qui, s'il ne fut pas mis en pratique, marque l'intérêt renouvelé des autorités pour reprendre en main le développement des colonies. Le plan, à proprement parler est déposé à la Chambre en 1921. 
Dans son ouvrage La mise en valeur des colonies françaises forment on peut lire sa justification du fait colonial et ce qu'il entend par "mise en valeur". Pour Sarraut, la mise en valeur économique est le prolongement de la mission civilisatrice du colonisateur. Le nouveau discours n'est donc pas si neuf et s'inscrit dans la droite lignée de la bonne conscience républicaine. Sarraut a en effet pour ambition de créer dans chaque colonie des "pôles de développement" et prévoit de large programme d'investissement. Par ailleurs, il préconise en conséquence un programme d'investissement sanitaire et social. Néanmoins, parmi ces deux projets, ni l'un ni l'autre qui ne sera pas mené, faute de budget.
Le 16 avril 1922, jour de Pâques, il inaugure l'Exposition coloniale de Marseille,.
De 1925 à 1926, il est nommé ambassadeur de France en Turquie,.

### Première guerre mondiale
En 1914, il est ministre de l'Instruction publique et des Beaux-Arts dans le cabinet de René Viviani. En octobre 1915, à la chute de celui-ci, il s'engage et il est envoyé au front sur sa demande, comme sous-lieutenant d'infanterie dans le 367e régiment d'infanterie. Il tient, de décembre 1915 à juillet 1916, les tranchées au Bois-le-Prêtre. De son passage dans ce bois, reste un ensemble de photographies.

### Une longue carrière ministérielle dans l'entre-deux-guerres

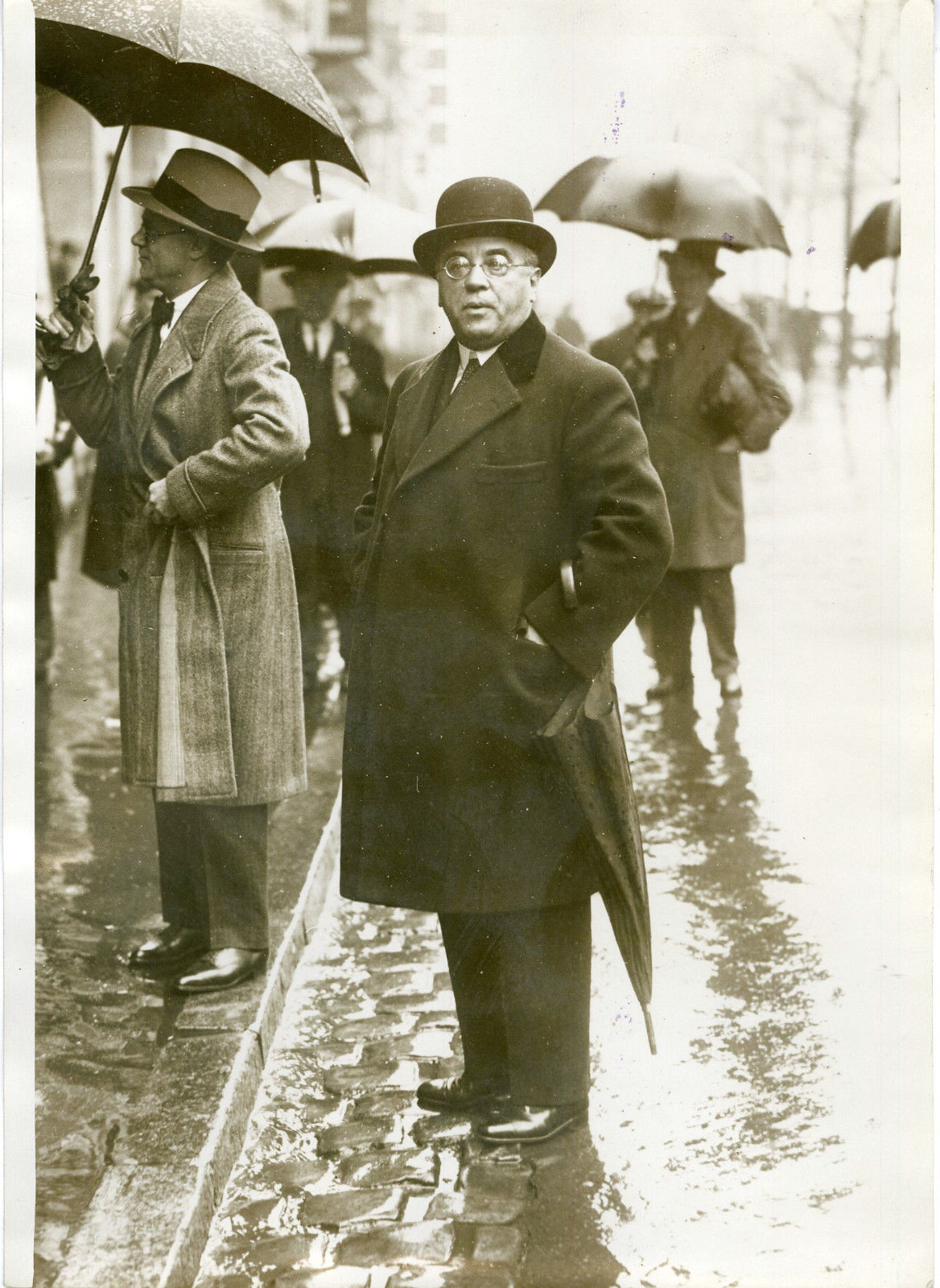
Albert Sarraut devant la salle Wagram, 1931.

Sur le plan national, Sarraut exerce une longue carrière ministérielle, qui l'amène par deux fois à occuper la présidence du Conseil :
- du 26 octobre 1933 au 24 novembre 1933 : voir gouvernement Albert Sarraut (1)
succédant à Édouard Daladier (1er gouvernement), étant à son tour remplacé par Camille Chautemps (2e gouvernement) ;
- du 24 janvier 1936 au 4 juin 1936 : voir gouvernement Albert Sarraut (2)
succédant à Pierre Laval (4e gouvernement), et étant à son tour remplacé par Léon Blum (1er gouvernement).

### L'occupation de la Rhénanie
Le 7 mars 1936, Hitler dénonce les accords de Locarno et décide, en violation flagrante du traité de Versailles, de faire occuper la Rhénanie par la Wehrmacht, alors que ce territoire devait rester démilitarisé. L'ambassadeur de France à Berlin, André François-Poncet, prévient Paris du coup de force en préparation. Sarraut déclare qu'il n'est pas « disposé à laisser Strasbourg sous les canons allemands » et souhaite répondre par la force à l'agression de Hitler. Toutefois, se heurtant au refus du Royaume-Uni de se joindre à la France et devant l'événement capital du premier tour des élections législatives prévu le 26 avril suivant, Sarraut en reste là. Les conséquences de cet abandon seront désastreuses, aussi bien pour la France que pour la paix du monde.

### Ministre de l'Intérieur pendant la Drôle de Guerre (12 avril 1938 – 20 mars 1940)

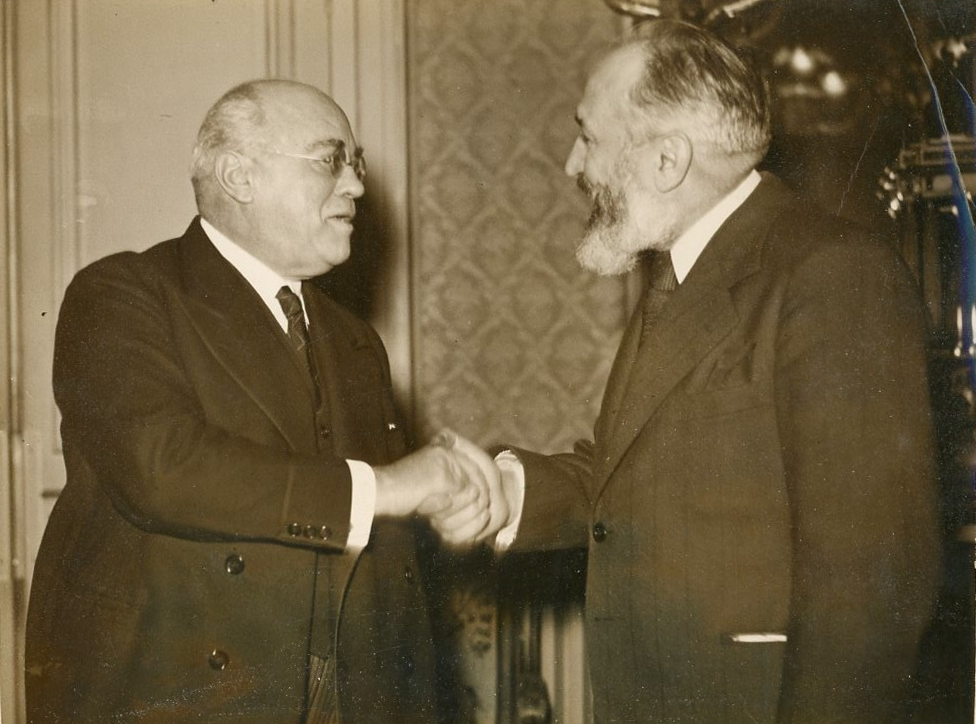
Passation des pouvoirs entre Marx Dormoy et Albert Sarraut au ministère de l'Intérieur, 1938.

Ministre de l'Intérieur sous les gouvernements Daladier de 1938 à 1940, Sarraut s'applique après la déclaration de guerre à l'Allemagne, à faire interner les Allemands résidant en France, bien que la plupart aient fui la politique des nazis. Considérés comme des « sujets ennemis » d'un pays avec lequel la France est en guerre, ces internés se retrouvent victimes d’un mélange de xénophobie, d’absurdité et de désordre administratif. En Provence, ils sont internés dans une tuilerie désaffectée aux Milles. Cette usine devient un camp d’internement sous commandement militaire français, le camp des Milles, où les internés, dont nombre de représentants de l’intelligentsia allemande, vivent dans des conditions très précaires, parfois fatales.
Le 4 octobre 1939, il signe comme ministre de l'Intérieur le décret du 4 octobre 1939 qui suspend les maires et les parlementaires communistes, conséquence de la signature du pacte germano-soviétique. Ils sont ensuite déchus à titre définitif de leurs mandats. Il poursuit dans cette voie en signant le 15 mars 1940 une circulaire envoyée aux préfets leur enjoignant de mener la chasse aux noms de rues évoquant le communisme, ce qui est un tournant, car normalement le gouvernement n’intervient pas dans ce domaine qui relève traditionnellement du pouvoir des communes. Les rues Henri-Barbusse et Paul-Vaillant-Couturier sont particulièrement visées. La consigne n’est pas exécutée partout, mais des résistances locales se font jour.

### Pendant l'Occupation (juillet 1940-1945)
Le 10 juillet 1940, Albert Sarraut est convoqué par le président Albert Lebrun avec les autres députés et sénateurs réunis à Vichy en Assemblée nationale, et vote la loi qui remet les pleins pouvoirs au Maréchal Pétain.
Il se retire alors dans sa famille à Prades dans les Pyrénées-Orientales. Il est très affecté par la mort de son frère  Maurice, alors dirigeant du journal La Dépêche à Toulouse, assassiné le 2 décembre 1943 par la Milice, mais il accepte à la demande du conseil d'administration du journal, d'en prendre la direction politique et ce malgré l'opposition des Allemands. En juin 1944, ceux-ci l'arrêtent et il est déporté dans le camp de Neuengamme avec Jean Baylet dans le nord de l'Allemagne jusqu'à la libération du camp par les Alliés en avril 1945,,.

### L'Assemblée de l'Union française
Il poursuit sa carrière pendant la IVe République à un poste clé dans la Chambre parlementaire créée par la Constitution de 1946  élu, en novembre 1947 par le Conseil de la République, conseiller de l'Union française, il accède à la Présidence de l'Assemblée de l'Union française en juin 1951. Il demeure à ce poste jusqu'en mai 1958.

## Carrière

### Fonctions gouvernementales
- De 1906 à 1909 : sous-secrétaire d'État à l'Intérieur du gouvernement Ferdinand Sarrien, puis du gouvernement Georges Clemenceau (1) ;
- De 1909 à 1910 : sous-secrétaire d'État à la Guerre du gouvernement Aristide Briand (1);
- De 1914 à 1915 : ministre de l'Instruction publique et des Beaux-arts des gouvernements René Viviani (1) et René Viviani (2);
- De 1920 à 1924 : ministre des Colonies des gouvernements Alexandre Millerand (1) et (2), puis du gouvernement Georges Leygues, gouvernement Aristide Briand (7) et gouvernement Raymond Poincaré (2) ;
- De 1926 à 1928 : ministre de l'Intérieur dans le quatrième cabinet d'Union nationale de Raymond Poincaré;
- De Février 1930 : ministre de la Marine dans le gouvernement Camille Chautemps (1);
- De décembre 1930 à janvier 1931 : ministre de la Marine militaire du gouvernement Théodore Steeg;
- De juin 1932 à octobre 1933 : ministre des Colonies du gouvernement Édouard Herriot (3), du gouvernement Joseph Paul-Boncour et du gouvernement Édouard Daladier (1);
- D'octobre à novembre 1933 : président du Conseil et ministre de la Marine;
- De novembre 1933 à janvier 1934 : ministre de la Marine du Gouvernement Chautemps II;
- De février à novembre 1934 : ministre de l'Intérieur du gouvernement Gaston Doumergue (2). Il démissionne après l'attentat de Marseille contre Alexandre Ier de Yougoslavie;
- De janvier à juin 1936 : président du Conseil et ministre de l'Intérieur;
- De janvier à mars 1938 : ministre d'État dans le Gouvernement Chautemps III;
- De mars à avril 1938 : ministre d'État, chargé des affaires d'Afrique du Nord, dans le second cabinet Léon Blum;
- D'avril 1938 à mars 1940 : ministre de l'Intérieur des gouvernements Édouard Daladier III, IV et V;
- De mars à juin 1940 : ministre de l’Éducation nationale du gouvernement Paul Reynaud.

### Autres mandats
- De 1911 à 1914 et de 1917 à 1919: gouverneur général de l'Indochine française;
- De 1901 à 1907 : conseiller général du canton du Lézignanais;
- De 1902 à 1924 : élu député radical-socialiste de l'Aude;
- De 1919 à 1940 : conseiller général du canton de Fanjeaux;
- De 1921 à 1940 : président du conseil général de l'Aude[29],[30];
- De 1925 à 1926 : premier ambassadeur français à Ankara (Turquie);
- De 1926 à 1945 : élu sénateur de l'Aude et est inscrit au groupe de la gauche démocratique, radicale et radicale-socialiste
- De décembre 1947 à mai 1958 : conseiller de l'Union française. Il est président de l'Assemblée de l'Union française de 1951 à 1958

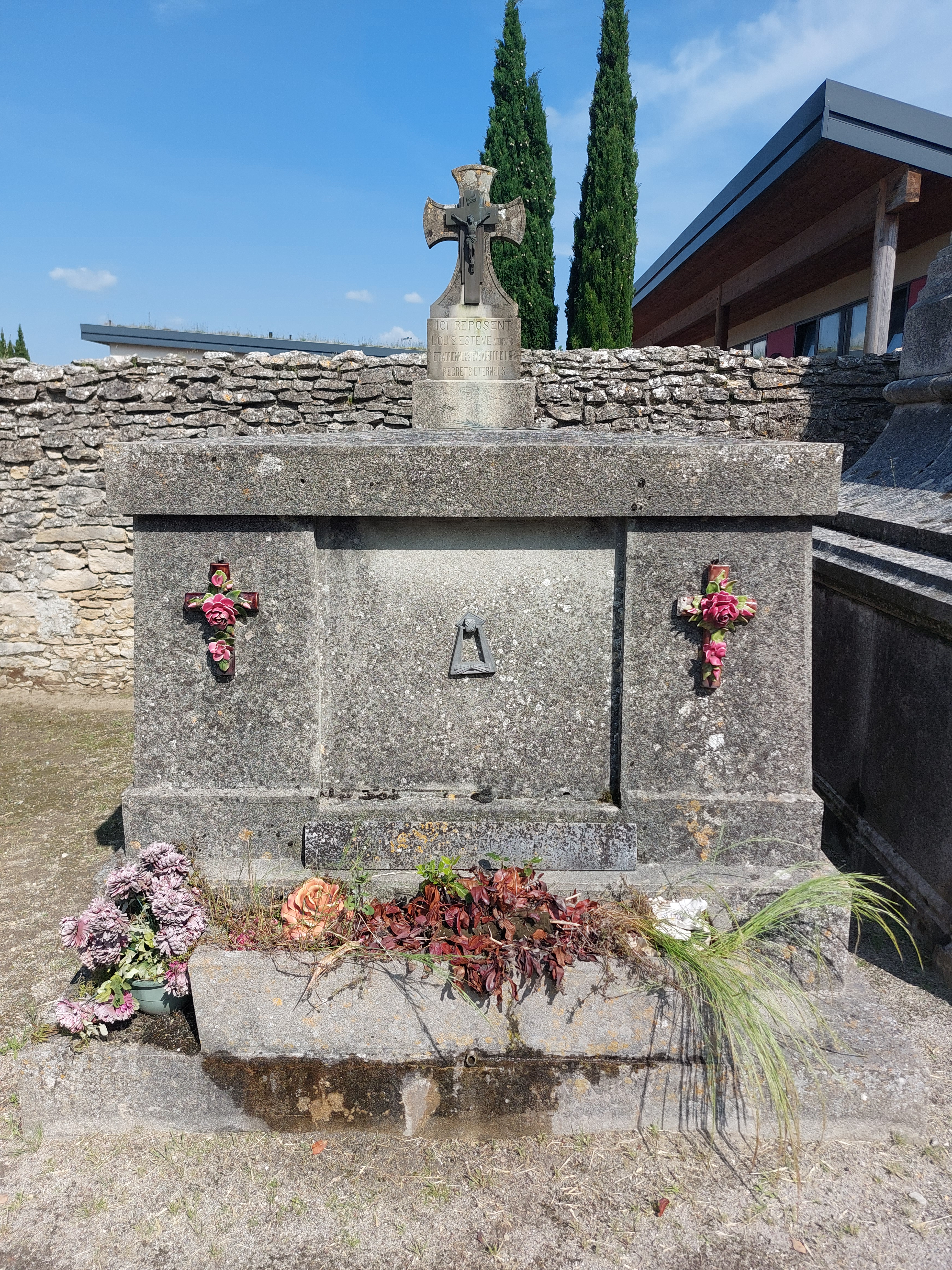
La tombe d'Albert Sarraut, située au cimetière ancien de Bram dans l'Aude.

### Décès
Début novembre 1962, il est victime d'une crise cardiaque puis d'une nouvelle crise trois semaines après et meurt quelques jours plus tard, le 26 novembre, à son domicile parisien situé 15 avenue Victor-Hugo. Après des obsèques à l'église Saint-Honoré-d'Eylau à Paris et à l'église Saints-Julien-et-Basilisse, il est inhumé au cimetière de Bram dans l'Aude. L'éloge funèbre fut prononcé par Maurice Faure,. Sa tombe est fleurie à la Toussaint par La Dépêche du Midi en sa qualité d'ancien directeur.
Père d'un fils, Omer et de deux filles, Paule et Lydie, la réalisatrice et metteuse en scène Marion Sarraut était l'une de ses petites-filles.
Ses archives furent confiées aux archives départementales de l'Aude en 1972.

## Œuvres
- La Mise en valeur des colonies françaises, Payot, Paris, 1923, 675 p.
- Indochine, « Images du monde », Firmin Didot, Paris, 1930.
- Grandeur et servitude coloniales, Éditions du Sagittaire, Paris, 1931, Prix d’Académie 1932 de l'Académie française.

## Nommés d'après lui

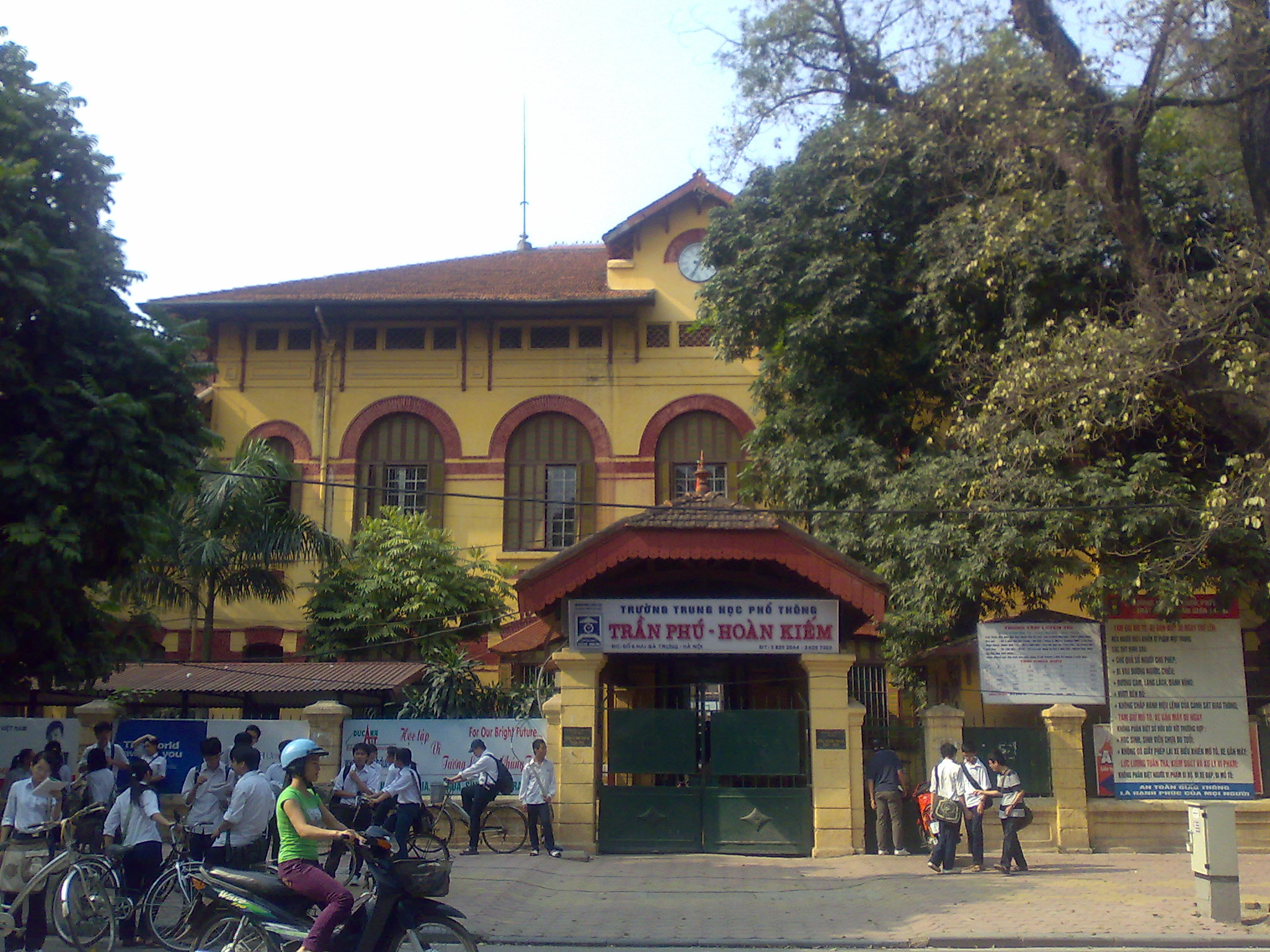
L'ancien lycée Albert Sarraut à Hanoï.

Des avenues portent son nom à Goussainville (Val d'Oise) Igny ( Essonne) et Chelles (Seine-et-Marne) à Dakar au Sénégal, des places à Athis-Mons et Brunoy (Essonne), Villeneuve-le-Roi (Val de Marne) et Castelsarrasin (Tarn-et-Garonne) ainsi que des rues à Versailles (Yvelines), Juvisy-sur-Orge (Essonne), Sucy-en-Brie (Val-de-Marne), Tremblay-en-France, Drancy (Seine-Saint-Denis), Rivedoux-Plage (Charente-Maritine) Saint-Médard-en-Jalles (Gironde), une cité (lotissement) à Esperaza ainsi qu'à Bram (Aude) où il vécut, au « domaine de Portoï », et est inhumé dans l'ancien cimetière,.

## Décorations
- Chevalier de la Légion d'honneur (9 novembre 1927)[36],[37]
- Médaille militaire
- Croix de guerre 1914-1918

Il est également dignitaire de plusieurs ordres étrangers, dont: 
- Grand officier de l'ordre de l'Étoile équatoriale du Gabon (1962)
- Grand-croix de l'ordre royal du Sahametrei du Cambodge (1951)
- Médaille de vermeil de l'ordre du règne du Laos (1951)
- Grand-croix de l'ordre de l'Étoile noire du Bénin (1936)
- Grand-croix de l'ordre National Honneur et Mérite d'Haïti (1936)
- Grand-croix de l'Ordre royal de Saint-Sava de Serbie (1926)
- Grand-croix de l'ordre du Nichan Iftikhar de Tunisie (1923)[39]
- Grand cordon de l'ordre du Soleil levant du Japon (1921)
- Grand-croix de l'ordre du Dragon d'Annam du Viêt Nam (1919)[40]
- Grand-croix de l'ordre de l'Éléphant blanc de Thaïlande (1919)
- Grand-croix de l'ordre du Ouissam alaouite du Maroc (1915)
- Grand-croix de l'ordre Royal du Cambodge (1913)
- Grand-croix de l'ordre de la Couronne de la Belgique (1910)
- Grand-croix de l'ordre de Saint-Alexandre de Bulgarie (1910)
- Grand-croix de l'Ordre de l'Étoile des Comores (1910). Grand-cordon (1951).
- Grand-croix de l'ordre du Dannebrog du Danemark (1907)
- Chevalier 1re classe de l'Ordre de Saint-Stanislas de Russie (1902)

### Iconographie
- Le Président Albert Sarraut, lithographie de Marcel Roche, musée d'art moderne de la ville de Paris.
- Portrait d'Albert Sarraut par Henri Martin, réalisé en 1897-1898, musée des beaux-arts de Carcassonne.
- Portrait d'Albert Sarraut par Achille Laugé, réalisé en 1922, musée des beaux-arts de Carcassonne.
- Médaille à son effigie, par René Iché, réalisée en 1952 pour son jubilé parlementaire[41].